# فروریختن ساختمان متروپل
فروریختن ساختمان متروپل حادثه‌ای بود که ظهر روز دوشنبه ۲ خرداد ۱۴۰۱ در خیابان امیرکبیر (امیری) واقع در مرکز آبادان رخ داد. در پی وقوع این حادثه، بخشی از برج شماره ۲ متروپل فروریخت. این حادثه ۴۳ فوتی و ۳۷ نفر مصدوم داشته است. عملیات آواربرداری متروپل به پایان رسیده است. این ساختمان بخشی از پروژهٔ برج‌های دوقلوی متروپل هلدینگ عبدالباقی بودند.
این ریزش بر اثر شکست سازه‌ای به خاطر نقض ضوابط فنی و استانداردها بود. ۱۳ نفر از مقصران این حادثه دستگیر شده‌اند. مرگ حسین عبدالباقی مالک هلدینگ عبدالباقی و مقصر اصلی ریزش در ابهام باقی مانده است.فروریختن این ساختمان منجر به اعتراضات خرداد ۱۴۰۱ ایران شد.در حالیکه شهر آبادان را طوفان ریزگرد فرا گرفته بود، نیروهای امنیتی محل را محاصره و همه راه‌ها را به آن بستند و جو امنیتی در آبادان ایجاد شد.
معترضان با فریاد مرگ بر خامنه‌ای، دروغه، دروغه عبدالباقی نمرده، ننگ ما ننگ ما صداوسیما ما، خامنه‌ای قاتله، ولایتش باطله و جمهوری اسلامی نمی‌خواهیم نمی‌خواهیم به خیابان آمدند.این اعتراضات با تیراندازی و سرکوب شدید نیروی‌های امنیتی جمهوری اسلامی روبه‌رو شد. از فوت شدگان خردسال حادثه می‌توان به حسین پور اسد؛ مهرناز شادمهریان؛ مرال ساعی پور؛ مریم سعیدی و آرتا پور حمیدی اشاره کرد

## شرح حادثه

لحظه فروریزش ساختمان متروپل از دید دوربین‌های مداربسته

### گاه‌شمار
دوشنبه ۲ خرداد ۱۴۰۱
ساعت ۱۲:۳۰: حدود ۴۰ درصد از ساختمان فروریخت. به علت ناپایداری ساختمان مجاور، امدادرسانی به سختی انجام می‌شود. 

شبیه‌سازی سه بعدی فروریختن ساختمان متروپل

به گفته شعبانی مدیرعامل هلال‌احمر خوزستان چهار تیم امدادی از شهرستان‌های خرمشهر، ماهشهر و شادگان و دو تیم زنده‌یاب به محل حادثه اعزام شدند. تیم واکنش سریع استان و بیش از ۵۰ نیروی امدادی از شهرستان‌های اطراف آماده هستند.
ساعت ۱۴:۳۰: به گزارش خبرگزاری صداوسیما تا این ساعت ۲ فوتی و نجات ۱۶ مصدوم از زیر آوار بیرون آورده شدند. همچنین به گفته دادستان ویژه آبادان دستور بازداشت پیمانکار و مالک ساختمان صادر شد.
ساعت ۱۷:۲۵: یک بالگرد، ۷ خودروی نجات، گروه‌های واکنش سریع و سگ‌های زنده‌یاب برای امدادرسانی حضور دارند. قدرت‌الله محمدی سرپرست سازمان آتش‌نشانی شهرداری تهران از اعزام تیم آتش‌نشانان تیم امدادی که در آتش‌سوزی و ریزش ساختمان پلاسکو حضور داشتند خبر داد.
ساعت ۱۷:۴۵: تا این ساعت ۳۲ نفر از آوار ریزش ساختمان متروپل نجات یافتند.
ساعت ۱۹:۳۰: عملیات امدادونجات در طبقات ساختمان متروپل به اتمام رسید.
ساعت ۲۰:۳۰: تعداد کشته‌شدگان به ۶ نفر رسید. عملیات جست‌وجو و نجات توسط نیروهای هلال احمر در زیرزمین ادامه دارد. سگ‌های تجسسی هلال احمر ۳ نفر را زنده از زیر آوار شناسایی کردند. همچنین دستگاه‌های زنده‌یاب ۳ نفر از محبوسان را زنده در زیرزمین پیدا کردند.
ساعت ۲۳:۰۰: افزایش تعداد فوتی‌ها به ۷ نفر. تا این ساعت ۳۱ نفر مصدوم شده‌اند. به گفتهٔ مدیرعامل هلال احمر خوزستان، علائم حیاتی به صورت سیگنال از طریق دستگاه‌های زنده یاب به دست آمده است.
سه شنبه ۳ خرداد ۱۴۰۱
ساعت ۹:۰۰: به گفتهٔ دادستان عمومی استان خوزستان ۱۰ نفر از مقصران حادثه ساختمان متروپل دستگیر شدند. شهردار فعلی و دو شهردار قبلی آبادان در بین بازداشت‌شدگان هستند.
ساعت ۱۲:۱۵ حضور گروه امداد و نجات سازمان آتش‌نشانی تهران در محل حادثه. در این زمان پیش‌بینی شد ۵۰ نفر زیر آوار باشند. همچنین اعزام هوایی آتش‌نشان‌ها به علت گرد و غبار لغو شد.
نماینده ولی فقیه در خوزستان روز چهارشنبه را در آبادان و خوزستان عزای عمومی اعلام کرد.
ساعت ۱۴:۱۵ اعلام هشدار آغاز عملیات اصلی آواربرداری. به گفتهٔ وحیدی حساسیت آواربرداری بالاست و زمان اتمام آن مشخص نیست. تا این زمان، حادثه ۱۰ فوتی و ۳۲ مصدوم داشته است.
ساعت ۱۵:۵۰: مسیر امدادگران به مغازه‌های همکف باز شد.
ساعت ۱۶:۴۰: بخش دیگری از ساختمان حین عملیات آواربرداری فروریخت و سه امدادگر مصدوم شدند. به گفتهٔ مدیرعامل جمعیت هلال احمر خوزستان شرایط برای امداد مقداری سخت است و حضور مردم هم کار را مشکل‌تر می‌کند.
به گفته رئیس سازمان مدیریت بحران علت کندی آواربرداری، احتمال ریزش مجدد ساختمان و وجود افراد در زیر آوار است.
ساعت ۱۹:۴۵: نجات یک فرد زنده دیگر از زیر آوار
ساعت ۲۲:۰۰: تا این ساعت ۱۴ نفر فوت و ۳۲ نفر مصدوم شده‌اند که تنها ۳ نفر از آنها بستری هستند.
چهارشنبه ۴ خرداد ۱۴۰۱
ساعت ۹:۳۹: به گزارش خبرگزاری جام‌جم، فوتی‌ها به ۱۶ نفر افزایش یافت.
ساعت ۱۱:۰۰ وحیدی وزیر کشور از مردم خواست محل حادثه را ترک کنند زیرا با خطر جدی ریزش مجدد روبه‌رو هستیم و در صورت حضور مردم ممکن است فاجعه رخ دهد.
ساعت ۱۱:۴۵ شمار دستگیرشدگان به ۱۱ نفر رسید. سه شهردار متوالی آبادان جزو بازداشت‌شدگان هستند.
ساعت ۱۴:۳۰: به گفته وحیدی آواربرداری به دلیل حساسیت بالا و لرزش‌های بخش باقی‌مانده ساختمان متروپل، مدتی متوقف شده است.
نمایندهٔ ولی فقیه در استان خوزستان روز پنجشنبه ۵ خرداد ۱۴۰۱ را برای استان خوزستان عزای عمومی اعلام کرد.
پنجشنبه ۵ خرداد ۱۴۰۱
ساعت ۸:۳۰: به گفتهٔ رئیس جمعیت هلال‌احمر عملیات جستجو در طبقات فوقانی به پایان رسیده و گروه‌های جستجوگر درتلاش برای ایجاد ۶ منفذ ورودی به زیرزمین ساختمان هستند. تا آخرین لحظه و تا آخرین فردی که ادعا شود زیر آوار مانده کار آواربرداری ادامه پیدا خواهد کرد.
ساعت ۱۰:۱۵ تعداد فوتی‌های حادثه به ۱۸ نفر رسید.
ساعت ۱۲:۱۵: به گفتهٔ نامی رئیس ستاد مدیریت بحران وزارت کشور، عملیات جستجوی آوار ماندگان به علت حساسیت نشان ندادن دستگاه‌ها و سگ‌های زنده یاب و احتمال کم شدن محبوسان زیر آوار، شب پنجشنبه به پایان می‌رسد. همچنین به گفتهٔ او تمام ساختمان‌های محدودهٔ شعاع ۱۵۰ متری ساختمان متروپل بیمه و منازل و فروشگاه‌های اطراف تخلیه شده‌اند.
ساعت ۲۱:۳۰: به گفتهٔ وحیدی وزیر کشور، سازه ناپایدار است و تا حداکثر دو روز خطر زدایی انجام خواهد شد.
به گفتهٔ وحیدی، پیکرهای ۱۳ جانباختهٔ حادثه شناسایی و دفن شد.
تعدادی از عزاداران نیز مغازهٔ پدری حسین عبدالباقی مالک این ساختمان را آتش زدند.
جمعه ۶ خرداد ۱۴۰۱
ساعت ۱۱:۳۰: مخبر معاون اول رئیس‌جمهور وارد آبادان شد و از نزدیک روند آواربرداری را بررسی کرد.
ساعت ۱۳:۴۸: آغاز آواربرداری مکانیکی با دو جرثقیل سنگین در دو جبهه روبه‌روی و پشت ساختمان.
ساعت ۱۹:۰۰: افزایش تعداد جان‌باختگان به ۲۶ نفر.
تعدادی از ساختمان‌های اطراف متروپل برای سهولت در آواربرداری تخریب شدند.
شنبه ۷ خرداد ۱۴۰۱
ساعت ۸:۵۱: تعداد فوتی‌های حادثه به ۲۸ نفر رسید.
وحیدی وزیر کشور در جمع خبرنگاران گفت: «در هیچ حادثه ای در کشور این میزان ماشین‌آلات متنوع و متعدد مهیا نشده است. تقریباً تمام تجهیزات لازم شامل انواع جرثقیل‌ها، بیل مکانیکی، برش پلاسمایی، کاتر و… به منظور آواربرداری به محل اعزام شده است و بیش از این تعداد، مکان حادثه ریزش ساختمان متروپل آبادان گنجایش حضور ماشین‌آلات را ندارد.»
ساعت ۱۰:۱۵: هیئت ۷ نفره قضایی و بازپرس ویژه‌ای برای رسیدگی به پرونده متروپل تعیین شد. همچنین تا این ساعت ۱۳ نفر از مقصران حادثه بازداشت شده‌اند.
ساعت ۱۱:۴۰: ساختمان متروپل به لرزه افتاد. به گفتهٔ رئیس سازمان مدیریت بحران بخش باقی‌ماندهٔ متروپل بسیار خطرناک و لرزان است و به همین دلیل شتاب در عملیات در اولویت نیست.
ساعت ۱۲:۱۵: به گفتهٔ فرمانده میدان حادثه متروپل پیش‌بینی شد که مرحله اول عملیات آواربرداری و کشف جسد در سه روز آینده به پایان برسد و در مرحله بعدی باقی‌ماندهٔ سازه جمع‌آوری شود.
ساعت ۱۵:۰۰: تعداد فوتی‌ها به ۲۹ رسید. علاوه بر این جسد افرادی هم دیده شده که بیرون آورده خواهند شد.
هیئت دولت روز یکشنبه ۸ خرداد ۱۴۰۱ را عزای عمومی اعلام کرد.
یکشنبه ۸ خرداد ۱۴۰۱
به گفتهٔ رئیس سازمان جمعیت هلال احمر عملیات امدادرسانی و آواربرداری از چهار جبهه ساختمان در حال انجام است. با توجه به تغییر تاکتیکی که در روند آواربرداری داده شد سرعت عملیات افزایش یافت.
شورای سیاست‌گذاری ائمه‌جمعه از برگزاری مراسم بزرگداشت جان‌باختگان حادثه در مسجدها و مصلی‌های کشور خبر داد.
تعداد مفقودی‌های حادثه به اعلام خانواده‌ها ۳۸ مفقودی اعلام شد.
دوشنبه ۹ خرداد ۱۴۰۱

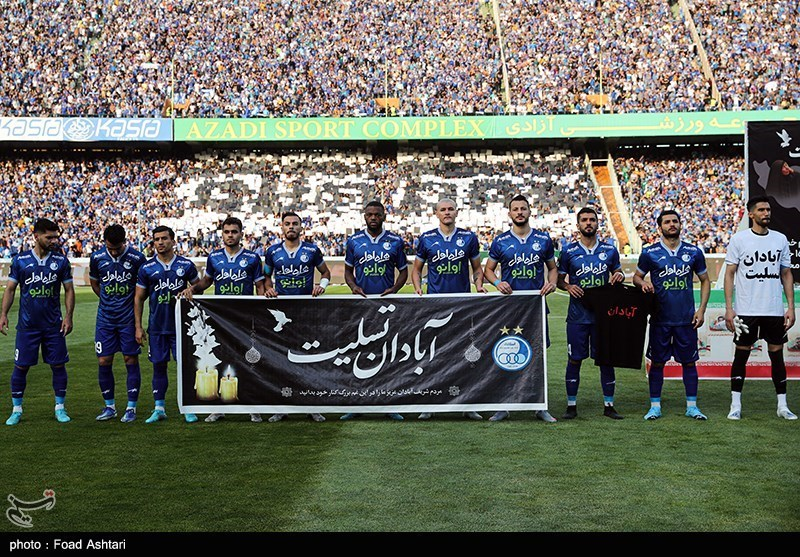
مسابقات هفته پایانی لیگ برتر فوتبال ایران ۰۱–۱۴۰۰ تحت تأثیر حادثه متروپل برگزار شد.

تا ظهر روز دوشنبه، ۳۲ پیکر از زیر آوار پیدا شده است.
وحیدی وزیر کشور در جلسه هیئت دولت بازدید خود از متروپل را گزارش داد. او شرایط این حادثه را از حادثه آتش‌سوزی و ریزش ساختمان پلاسکو پیچیده‌تر بیان کرد.
سه‌شنبه ۱۰ خرداد ۱۴۰۱
از بامداد روز سه شنبه، اجساد جدیدی پیدا شده و شمار فوتی‌ها به ۳۴ نفر رسید.
به گفتهٔ رئیس سازمان نظام مهندسی خوزستان، باقی‌ماندهٔ سازه اصلاً قابل استفاده نیست و باید تخریب شود.
همچنین آتش‌نشانان توانستند به طبقه منفی یک ساختمان نفوذ کنند.
تمام حساب‌های حسین عبدالباقی مسدود و در اختیار دادستان قرار گرفت و قرار است خسارات مربوط به حادثه از حساب عبدالباقی پرداخت شود.
ساعت ۱۹:۴۵: منزل حسین عبدالباقی دچار آتش‌سوزی شد که هنوز جزئیات آن در دسترس نیست.

#### چهارشنبه ۱۱ خرداد ۱۴۰۱
ساعت ۹:۳۰: فرماندار آبادان از افزایش تعداد جان‌باختگان به ۳۷ نفر خبر داد.
ساعت ۱۲:۰۰: به گفتهٔ فرمانده عملیات آواربرداری کار آواربرداری رو به اتمام است و بعد از آن ساختمان به صورت کامل تخریب خواهد شد.
ساعت ۱۵:۵۵: استاندار خوزستان گفت: «تا ۲۴ ساعت آینده، تکلیف پیکرهای احتمالی گرفتار در متروپل مشخص خواهد شد.»

#### پنجشنبه ۱۲ خرداد ۱۴۰۱
تداوم آواربرداری با سرعت بیشتر

#### جمعه ۱۳ خرداد ۱۴۰۱
ساعت ۸:۵۰: بازدید رئیسی از محل حادثه و دیدار با خانواده برخی جان‌باختگان حادثه در مینوشهر
پل طبیعت به مناسبت درگذشت خمینی و جان‌باختگان متروپل در روزهای جمعه و شنبه ۱۳ و ۱۴ خرداد ۱۴۰۱ به مدت یک ساعت خاموش شد.
ساعت ۲۱:۱۰: محمد متور با رای اکثریت شورای شهر آبادان به عنوان سرپرست شهرداری آبادان منصوب شد.

#### شنبه ۱۴ خرداد ۱۴۰۱
ساعت ۱۳:۱۰: مأموریت آتش‌نشانان و امدادگران سازمان آتش‌نشانی اهواز بعد از ۱۲ روز به پایان رسید. به گفتهٔ فرماندار ویژه آبادان، آواربرداری به مرحله حساسی رسیده.
ساعت ۱۴:۲۰: به گفتهٔ رئیس سازمان مدیریت بحران، آواربرداری در مراحل پایانی است.

#### دوشنبه ۱۶ خرداد ۱۴۰۱
ساعت ۱۱:۵۰: افزایش شمار جان‌باختگان به ۴۱ نفر

#### چهارشنبه ۲۳ شهریور ۱۴۰۱
فروریختن مجدد بخش تاج نما و قسمت میانی ساختمان و کشته شدن یک کارگر ۱۸ ساله

#### چهارشنبه ۴ آبان ۱۴۰۱
فروریختن بخش باقیمانده ساختمان
در اثر ریزش بخش باقیمانده واقع در ضلع جنوبی متروپل برروی ساختمان واقع در سوی دیگر خیابان سعدی، ساختمانی دوطبقه به‌طور کلی تخریب گردید.

#### چهارشنبه ۷ دی ۱۴۰۱
فروریختن کامل باقیمانده ساختمان
بدون تلفات جانی و مالی

## علت حادثه
به گفته صادق خلیلیان استاندار خوزستان، سازه ساختمان متروپل بسیار سنگین بوده و این ساختمان در شش طبقه طراحی شده بود اما بعد سه طبقه و بعد از آن مجدداً دو طبقه دیگر به آن اضافه شد. رئیس کل دادگستری استان خوزستان دستور بررسی علت و عوامل بروز این حادثه را صادر کرد. ۱۳ نفر از متخلفان پروژه (شهردار فعلی آبادان، دو شهردار سابق و نیز تعدادی از کارکنان شهرداری و ناظران) با دستور قضایی بازداشت شده‌اند. معاونت پیشگیری سازمان آتش‌نشانی آبادان ۲۸ آبان سال گذشته هشدارهایی درمورد احتمال ریزش این ساختمان داده بود اما توجهی به آن نشد.

## ارتباط برادرزاده علی شمخانی با عبدالباقی
بر اساس مجموعه اسنادی که به ایران اینترنشنال رسیده، موعود شمخانی، برادرزاده علی شمخانی، دبیر شورای عالی امنیت ملی و نماینده خامنه‌ای در این نهاد، حسین عبدالباقی را برای سرمایه‌گذاری به شهرداری آبادان معرفی کرده است.
بر اساس این سند، موعود شمخانی، معاون وقت منطقه آزاد اروند، گروه ساختمان‌سازی عبدالباقی را که مالک پروژه متروپل هستند، برای انجام امور اداری و مشارکت در یک پروژه ساختمانی، به شهرداری آبادان معرفی کرده است. اسناد رسیده به ایران اینترنشنال همچنین نشان از حمایت گسترده مقام‌های جمهوری اسلامی و مقام‌های محلی خوزستان از عبدالباقی دارند. بر پایه این اسناد، موعود شمخانی، معاون وقت فنی و زیربنایی منطقه آزاد اروند، در سال ۹۸ طی نامه‌ای به شهرداری آبادان، گروه مهندسین ساختمان سازی عبدالباقی را برای مشارکت در یک پروژه معرفی کرده است. حمایت گسترده مقام‌های جمهوری اسلامی از این فرد در حالی است که علی خامنه‌ای، رهبر جمهوری اسلامی، پس از سه روز از وقوع حادثه متروپل در پیامش در این زمینه نوشت وظیفه پیگرد مقصران حادثه و مجازات عبرت‌آموز آنان با همکاری قوه قضاییه، «بر عهده همه ما مسئولان کشور است.» پیش از این هم گزارش‌هایی دربارهٔ روابط حسین عبدالباقی با مقام‌های منطقه آزاد اروند و دیگر مقام‌های آبادان منتشر شده است. بر اساس این گزارش‌ها، مالک متروپل با «ارتباطات خاص» خود با مقامات توانسته بود مجوز ساخت این ساختمان را دریافت کند و ضوابط فنی در ساخت آن رعایت نشده است.

## ابهام در سرنوشت مالک و پیمانکار
در حالی که دادگستری خوزستان، از احضار و دستگیری حسین عبدالباقی، مالک و پیمانکار برج دوقلوی متروپل خبر داده بود، اما فردای حادثه، دادستان اهواز بنا بر گزارش پزشکی قانونی استان خوزستان مدعی شد که عبدالباقی در جریان ریزش ساختمان زیر آوار مانده و درگذشته است. صادق جعفری چگنی (دادستان عمومی و انقلاب مرکز استان خوزستان) در این رابطه گفت: «با توجه به کشف اسناد هویتی حسین عبدالباقی در البسه یکی از قربانیان حادثه که غیرقابل تشخیص بود، دستورها مقتضی برای تشخیص هویت متوفی از طریق واحد تشخیص هویت فراجا و پزشکی قانونی صادر شد که در نهایت هویت وی مورد تأیید قرار گرفت.»علاوه بر این، تصاویری منتسب به جسد حسین عبدالباقی منتشر شده است. اما گمانه‌زنی‌ها در مورد حیات وی جریان دارد. کلیپی بعد از فروریختن منتشر شد که مشخص شد این تشابه چهرهٔ او با کارگری است که درحال امدادرسانی بوده است. بعد از آن کلیپ دیگری در فضای مجازی پخش شد که شباهت فردی در دوبی به او را نشان می‌دهد. در اعتراضاتی در آبادان نیز مردم با شعار «عبدالباقی نمرده» و «عبدالباقی بی‌شرف»، مرگ او را باور ندارند.

## سپردن پروژه تخریب به قرارگاه خاتم‌الانبیاء و ریزش‌های مجدد
به گفتهٔ معاون سازمان منطقه آزاد اروندپژمان فرجی، روند تخریب بقایای متروپل به قرارگاه سازندگی خاتم‌الانبیاء محول شد. خبرگزاری تسنیم که وابسته به سپاه پاسداران انقلاب اسلامی است، در ۲۰ تیر ۱۴۰۱ گزارش داد که تا آن تاریخ، مبلغ ۱۰ میلیارد تومان به‌عنوان ۲۰ درصد پیش‌پرداخت مبلغ قرارداد به قرارگاه خاتم‌الانبیاء پرداخت شده است.
در ۲۳ شهریور ۱۴۰۱، بخش‌هایی از سازه باقیمانده ساختمان متروپل فروریخت. دو روز بعد، در ۲۵ شهریور ۱۴۰۱، اعلام شد که جسد کارگری که زیر آوار گرفتار شده و جان باخته بود پیدا شده است. نام این فرد رضا کریمی بود که ۱۸ سال داشت و از اتباع افغانستان بود.
بیش از ۵ ماه پس از ریزش اولیه متروپل، در غروب ۴ آبان ۱۴۰۱، همزمان با خیزش ۱۴۰۱ ایران و در روز حمله به حرم شاه‌چراغ، بخش دیگری از بقایای ساختمان فروریخت. بر اثر این حادثه، یک زن ۴۰ ساله به نام سحر کشیف جان باخت و چندین نفر مصدوم شدند.
بقایای ساختمان متروپل نهایتاً در ۷ دی ۱۴۰۱ به‌طور کامل تخریب شد.

## محاکمهٔ عاملان
پس از صدور کیفرخواست برای متهمان پرونده ریزش متروپل در ۳۰ تیر ۱۴۰۱ که تعداد آنها ابتدا ۲۰ و سپس ۲۱ نفر اعلام شد، برای رسیدگی به این پرونده سه جلسه رسیدگی در شعبه ۱۰۱ دادگاه کیفری دو اهواز به ریاست قاضی میثم ایمانی در تاریخ‌های ۱۰ مرداد، ۱۱ مرداد و ۱۲ مرداد ۱۴۰۱ در شهر اهواز برگزار شد. در حکم بدوی صادره از این شعبه، تمامی ۲۱ متهم پرونده به اتهام قتل شبه‌عمد ناشی از عدم رعایت نظامات دولتی و ایمنی ساختمان منتهی به قتل ۴۳ نفر (۳۶ مرد و ۷ زن) و مصدومیت ۱۳ نفر، به ۳ سال حبس تعزیری و پرداخت دیه به خانواده و ورثهٔ جانباختگان حادثه، اقامت اجباری، انفصال از خدمات دولتی و عمومی، لغو پروانهٔ اشتغال و منع اشتغال در حرفهٔ مهندسی ساختمان محکوم شدند. اسامی افراد محکوم‌شده عبارت بود از: امین تقوی‌فر، امیر اسماعیلی وردنجانی، عبدالرضا نادریان‌فر، سعید پارسافر، محمدقنبر دزفولی، محمودرضا شیرازی، حسین حمیدپور، علیرضا بازافت، عیسی محمدپور، خرم مولائی، مهدی ذوقی، محمد حویزاوی، فریبرز دائم‌الذکر، علیرضا بچاری، محمدحسن حیاتی، امید طه‌زاده، سیدجمال‌الدین موسوی، محسن وزیری قنات نوئی، محمدرضا صالحی وانانی و محمد خواجه‌پور. در آبان ۱۴۰۱، این حکم در دادگاه تجدیدنظر تأیید شد.

## خسارت‌ها

### جان باختگان

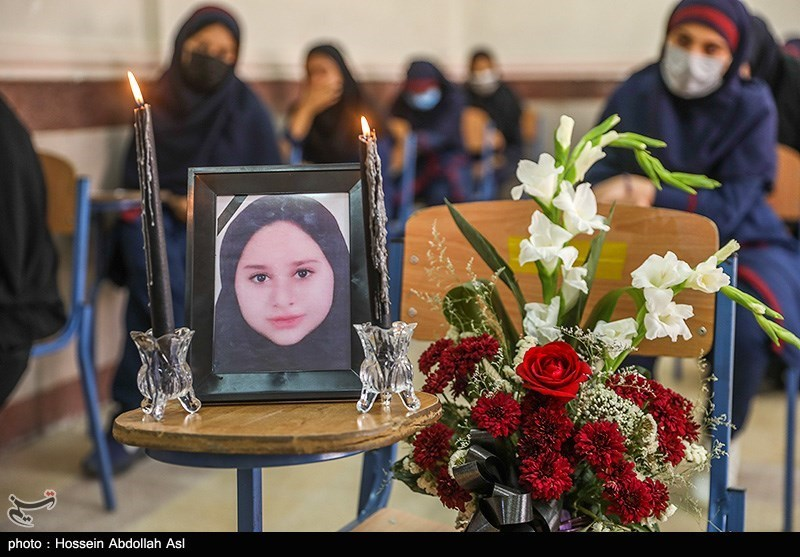
یادبود ملیکا صالح‌آبادی در محل تحصیلش

در این سانحه ۴۳ نفر از جمله حسین عبدالباقی کشته و ۳۷ نفر مصدوم شده‌اند.
در فضای مجازی، بعضی از جان‌باختگان مورد توجه قرار گرفتند. مریم قربانی و رامین معصومی (یا منصوری) که به تازگی با یکدیگر ازدواج کرده بودند، صاحبان کافه مری واقع درکوچهٔ متروپل بودند. مریم و رامین به همراه شیرین معصومی (خواهر رامین) در این حادثه کشته شدند.
همچنین فوت ۵ دانش آموز ملیکا و میترا صالحیان‌پور و مسیح صادقی از خرمشهر و همچنین آرین و حمیدرضا جلیلیان از آبادان در این حادثه، مورد توجه عموم قرار گرفت.

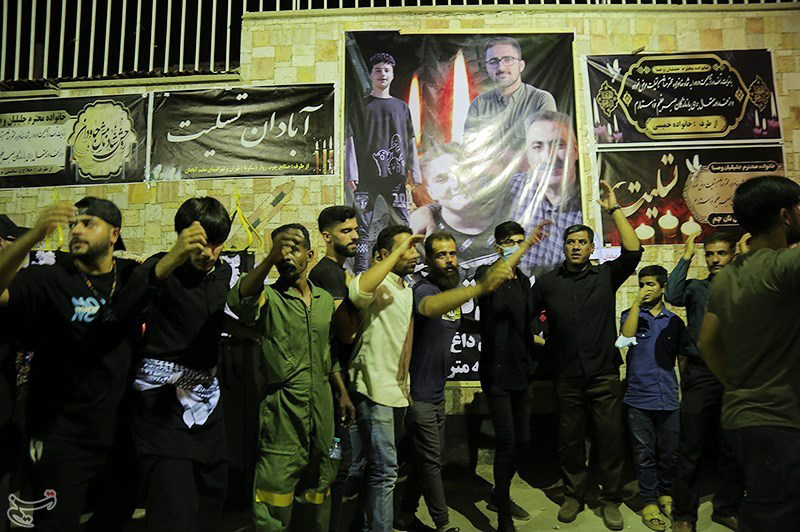
عزاداری مردم آبادان درب منزل خانواده جلیلیان

### خسارات مالی
همهٔ ساختمان‌های اطراف متروپل تا شعاع ۱۵۰ متری بیمه شده‌اند و فروشگاه‌ها و منازل اطراف تخلیه و تعدادی از منازل مسکونی هم خریداری شده‌اند تا در صورت تخریب، ضرری به صاحبان نرسد. همچنین اموال حسین عبدالباقی برای جبران خسارات مالی حادثه مسدود شده است.

## پیامدها و واکنش‌ها
- محمدباقر قالیباف، رئیس مجلس شورای اسلامی نیکزاد نائب رئیس مجلس شورای اسلامی، صادق خلیلیان، استاندار خوزستان، محمد مخبر، معاون اول رئیس‌جمهور، این حادثه را تسلیت گفتند.[۸۹][۹۰][۹۱][۹۲][۹۳]
- موسوی‌فرد، نمایندهٔ ولی فقیه در استان خوزستان و امام جمعهٔ اهواز روز چهارشنبه ۴ خرداد و پنجشنبه ۵ خرداد ۱۴۰۱ را در آبادان و خرمشهر عزای عمومی اعلام کرد.[۹۴][۹۵]وی همچنین درمورد ابهام در مرگ حسین عبدالباقی از مسئولان انتقاد کرد و گفت:[۹۶]مسئولان اول می‌گویند عبدالباقی را گرفتند بعد می‌گویند مرده است!
- هیئت دولت روز یکشنبه ۸ خرداد ۱۴۰۱ را به دلیل این حادثه و جان‌باختن هموطنان، عزای عمومی اعلام کرد.
- رضا پهلوی در پیامی این حادثه را تسلیت گفت و نوشت:آبادان، زمانی نماد آبادانی کشورمان بود و اینک ۴۴ سال پس از جنایت سینما رکس، نماد ستم‌هایی است که این تبهکاران انیرانی بر سر ایران و ایرانی آوار کرده‌اند.[۹۷]
- سید علی خامنه‌ای، رهبر جمهوری اسلامی ایران، سه روز بعد از این حادثه، در پیامی درگذشت هموطنان در حادثه ریزش ساختمان متروپل آبادان را تسلیت گفت:حادثه تاسف‌بار آبادان علاوه بر نیاز به سرعت عمل و استفاده از همه ظرفیت‌ها برای کاستن از تلفات که اکنون در درجه اول اهمیت است، وظیفه پیگرد مقصران حادثه و مجازات عبرت‌آموز آنان با همکاری قوه‌قضائیه و نیز تلاش گسترده برای جلوگیری از تکرار آن در همه نقاط کشور بر عهده همه ما مسئولان کشور است. لازم می‌دانم با تشکر از فعالیت چندروزهٔ مسئولان دولت، پیگیری و جدیت کامل در این‌باره را مطالبه نماییم. به مصیبت‌دیدگان حادثه تسلیت عرض می‌کنم و برای آنان صبر و اجر مسئلت می‌نمایم.[۹۸]
- حسن نوری همدانی نیز در پیامی این حادثه را تسلیت گفت و خواهان رسیدگی مسئولان شد.[۹۹]

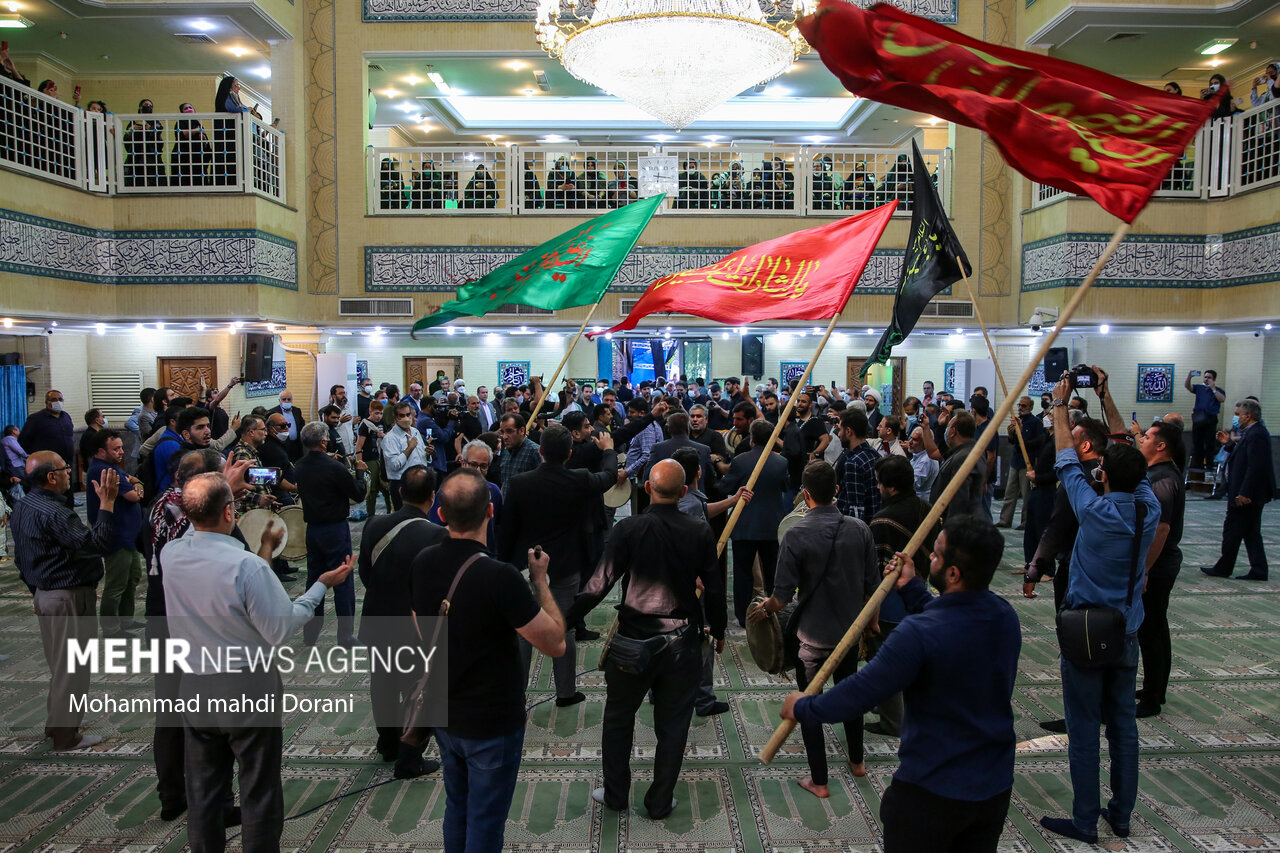
مراسم خوزستانی‌های مقیم تهران برای یادبود جان‌باختگان حادثهٔ متروپل

- سید ابراهیم رئیسی در روز جمعه ۱۳ خرداد ۱۴۰۱ از محل حادثه بازدید کرد. و همچنین به منزل خانوادهٔ جلیلیان رفت و فوت پدر و دو فرزند خانواده را تسلیت گفت.[۱۰۰]مراسم خوزستانی‌های مقیم تهران برای یادبود جان‌باختگان حادثهٔ متروپل
- مراسم خوزستانی‌های مقیم تهران برای یادبود جان‌باختگان در عصر روز سه‌شنبه ۱۰ خرداد ۱۴۰۱ با حضور شمخانی دبیر شورای عالی امنیت ملی، محسن رضایی معاون اقتصادی رئیس‌جمهور، بهادری جهرمی سخنگو و دبیر هیئت دولت و سایر مردم در مسجد ولیعصر (عج) تهران برگزار شد.[۱۰۱]
- رابرت مالی در توئیتی نوشت:[۱۰۲] ما به خانواده قربانیان و عزیزانی که از حادثه فروریزی ساختمان در آبادان آسیب دیده‌اند تسلیت گفته و یاد آنان را گرامی می‌داریم.
- سایمون شرکلیف (سفیر انگلیس در تهران) در توئیتی نوشت:[۱۰۳]

از طرف مردم انگلیس به مردم آبادان، به ویژه آسیب دیدگان حادثه ساختمان متروپل، صمیمانه تسلیت عرض می‌کنم.
- شب ۱۲ خرداد ۱۴۰۱ برج میلاد تهران به احترام ۳۸ جان‌باختهٔ این حادثه (تا آن زمان)، ۳۸ دقیقه خاموش شد.[۱۰۴]
- پل طبیعت به مناسبت سالگرد درگذشت خمینی و به احترام جان‌باختگان متروپل در روزهای جمعه و شنبه ۱۳ و ۱۴ خرداد ۱۴۰۱ به مدت یک ساعت خاموش شد.[۵۲]
- در فضای مجازی علی دایی، شقایق دهقان، و تعدادی از افراد سرشناس این حادثه را تسلیت گفتند.[۱۰۵][۱۰۶]

### اعتراضات
در پی این حادثه مردم آبادان از روز دوشنبه ۲ خرداد ۱۴۰۱، در خیابان‌ها دست به راهپیمایی زده و به وقوع این حادثه و کمبود تجهیزات امدادی و عدم رسیدگی به افراد زیر آوار مانده اعتراض کردند. شهروندان آبادانی در تجمعات علیه مسئولان محلی و سیاست‌های جمهوری اسلامی شعارهای همچون «عزا عزاست امروز روز عزاست امروز آبادان بی صاحب، صاحب عزاست امروز» سر دادهو همچنین نسبت به ادعای مسئولان و رسانه‌های رسمی مبنی بر فوت «حسین عبدالباقی» مالک این ساختمان واکنش نشان دادند.
«دروغه، دروغه، عبدالباقی نمرده»، «آخوند برو گمشو»، «دشمن ما همین‌جا است دروغ میگن آمریکا است» و «باقی جنایت می‌کنه، مسئول حمایت می‌کنه» از جمله دیگر شعارهای این اعتراضات است.
- ساعت ۲۱ روز پنجشنبه ۵ خرداد ۱۴۰۱ تجمع عزاداری برای جان‌باختگان برج متروپل در فلکه طوطیا آبادان با حضور صدها نفر از مردم برگزار شد. همچنین ساعت ۱۹ همان روز، مردم آبادان در چهارراه شهید مطهری تجمع کردند و با شعار دادن خواستار برخورد و محاکمه قاطع و جدی با مسببان این حادثه شدند.[۱۱۳]
- مردم بهبهان نیز برای جان‌باختگان حادثه عزاداری کردند.[۱۱۴]
- عزاداران این حادثه در شب پنجشنبه ۵ خرداد ۱۴۰۱، اقدام به آتش زدن مغازهٔ خشکبار پدر حسین عبدالباقی زدند.[۱۱۵]

### قتل و نبش قبر برادر حسین عبدالباقی
ایرنا روز شنبه ۱ مرداد ۱۴۰۱ گزارش کرد که مجید عبدالباقی، برادر حسین عبدالباقی، در آبادان مورد سوءقصد مسلحانه قرار گرفت و کشته شد. در کمتر از ۲۴ ساعت فرمانده انتظامی آبادان اعلام کرد پنج نفر به اتهام تیراندازی و قتل وی بازداشت شدند اما کاربران شبکه‌های اجتماعی دربارهٔ این قتل تردیدهایی ابراز کردند. در ۹ شهریور ۱۴۰۱، دادستان عمومی و انقلاب مرکز استان خوزستان خبر داد که عامل اصلی قتل دستگیر شده است.
در ۱۵ مرداد ۱۴۰۱، رئیس کل دادگستری اصفهان خبر داد که عوامل نبش قبر مجید عبدالباقی دستگیر شده‌اند. به گفته او این اقدام توسط ۲ نفر انجام شده که با مجید عبدالباقی نسبت فامیلی داشتند و برای اینکه مطمئن شوند جسد دفن‌شده متعلق به مجید عبدالباقی است یا خیر، دست به نبش قبر زده‌اند. به گفته وی، این دو پس از نبش قبر به آبادان برگشته و پس از آن شناسایی و دستگیر شده‌اند.

## یادداشت
1. ↑  بر طبق آنچه در منابع داخلی آمده از قول مسئولان گفته شده که او زیر آوار ماند و درگذشت.[۸۱]